# 泰心寺
泰心寺（たいしんじ）は岐阜県下呂市森にある釈迦如来を本尊とする臨済宗妙心寺派の寺院で、山号は瑞泉山。かつては森水無八幡神社の別当寺であった。

## 歴史
文治5年（1189年）に大阪四天王寺より青面金剛を招来したのがその濫觴とされ、建長元年（1249年）に玄海法印が堂宇を建て万松山多福院、その後さらに寺号を待申庵と改めた、慶長12年（1607年）に中呂禅昌寺5世功叔宗輔が中興、享保20年（1735年）には水泉山太心寺と名乗った後現在の寺号に改められている。
明治時代の神仏分離運動により、森水無八幡神社の境内から現在地に移転している。